# فحص سرطان الثدي
فحص سرطان الثدي(بالإنجليزية: Breast Cancer Screening)‏ هو الفحص الطبي للمرأة الصحيحة بلا أي عوارض مرضية للكشف المبكر عن سرطان الثدي، على فرض أن الكشف المبكر يؤدى بالضرورة إلى نتائج أفضل في العلاج. و قد تم استخدام عدد من اختبارات الفحص العملية والفحص الذاتي والتصوير الإشعاعي للثدي ولفحص الجيني والموجات فوق الصوتية والتصوير بالرنين المغناطيسي لأغراض الكشف المبكر عن السرطان.
و يشتمل الفحص العملي أو الذاتي للثدي على تحسس الثدي للبحث عن تكتلات أو ملمس غير طبيعي. ولكن الدلائل الطبية لا تحبذ استخدام تلك الطرق مع الحالات التي تمتلك دلائل قوية لوراثتها المرض .
ويعد استخدام التصوير الإشعاعي خلال الفحص الشامل للجسم موطن جدل حيث أنها لا تقلل من نسبة الوفيات وقد تسبب الضرر من خلال استخدام علاجات وطرق طبية غير ضرورية .وترجحه العديد من المنظمات الدولية للسيدات من كبار السن ، و في الولايات المتحدة الأمريكية يرجح استخدام الفحص بالتصوير الإشعاعي للسيدات الممكن اصابتهن بسرطان الثدى كل عامين ما بين سن 50 إلى 74. كما تتوافر العديد من الطرق للبحث عن سرطان الثدي للسيدات المتقدمات في العمر و من المتوقع تزايد متوسط أعمارهن . و يمكن عمل دراسات تصوير مشابهة بواسطة التصوير بالرنين المغناطيسي و لكن لا تتوفر الأدلة لذلك .
و يرجح استخدام المزيد من الوسائل الأكثر عدوانية و دقة مبكرا خاصة في السيدات ذوات الدلائل القوية لإصابتهن بالمرض مثل اللواتي يمتلكن مؤشرات ايجابية لوجود تحول جين BRCA ، أو اللاتي سبق اصابتهن بسرطان الثدي، أو اللاتي يمتلكن تاريخ عائلي مرضي يرجح إصابتهن بسرطان الثدي أو سرطان المبيض.
و يتم تأكيد الإصابة عن طريق أخذ عينة جراحية biobsy من الكتلة المشكوك فيها و فحصها تحت المجهر. و يتم استخدام الأشعة فوق الصوتية لتوجيه الإبرة إلى مكانها الصحيح داخل الكتلة. و يتم استخدام التصوير بالرنين المغناطيسي لمتابعة العلاج، و لكن لا يمكن استخدامه في الحالات السليمة.

## فحص الثدي

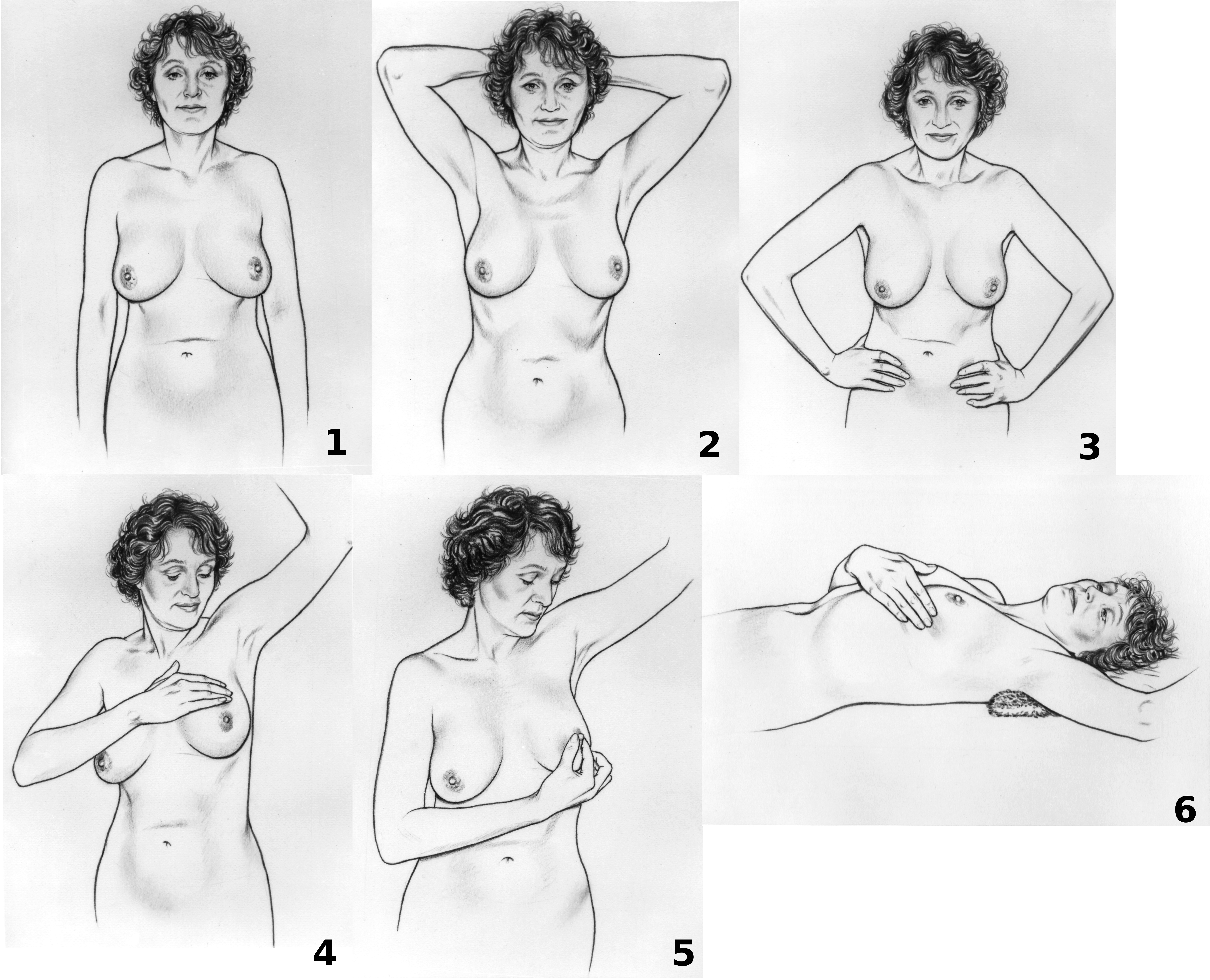
مثال مصور للفحص الذاتي للثدي في ست خطوات. تشمل الخطوات من 1 إلى 3 معاينة الثدي مع الذراعين بجانب الجسم، ثم وراء الرأس ثم في الجانبين. الخطوة 4 هي الضغط على الثدي. الخطوة 5 هي الضغط على الحلمة. الخطوة 6 هي الضغط على الثدي أثناء الاستلقاء.

أُوصي بفحص الثدي (إما فحوصات الثدي السريرية (سي بي إي) من قبل مقدم الرعاية الصحية أو عن طريق الاختبارات الذاتية) مسبقًا على نطاق واسع. ومع ذلك، لا تُدعّم بالأدلة ويمكن أن تسهم، مثل التصوير الشعاعي للثدي وطرق الفحص الأخرى التي تعطي نتائج إيجابية كاذبة، في حدوث ضرر. وبالتالي فإن استخدام الفحص عند النساء بدون أعراض وبخطر إصابة منخفض أمرٌ مثير للجدل.
وجدت مراجعة كوكرين لعام 2003 أن الكشف عن طريق الفحص الذاتي للثدي لا يرتبط بانخفاض معدلات الوفيات بين النساء اللواتي يبلغن عن قيامهنّ بالفحص الذاتي للثدي، ويزيد أيضًا، مثل طرق فحص سرطان الثدي الأخرى، من الأضرار، من ناحية زيادة عدد الآفات الحميدة التي حُدّدت وإجراء عدد متزايد من الخزعات. وخلصوا إلى أنه «في الوقت الحاضر، لا يمكن التوصية بالفحص الذاتي للثدي». لم يكن هناك دليل عالي الجودة يبحث في فحص الثدي السريري.

## التصوير الشعاعي للثدي
التصوير الشعاعي للثدي طريقة كشف شائعة، لأنه سريع نسبيًا ومتاح على نطاق واسع في البلدان المتقدمة. التصوير الشعاعي للثدي نوع من التصوير الشعاعي المستخدم على الثديين. يُستخدم عادة لغرضين: للمساعدة في تشخيص امرأة تعاني من أعراض أو لمتابعة حالتها (سُمّي الماموغرافي التشخيصي)، والكشف الطبي للنساء الصحيحات ظاهريًا (سُمّي الماموغرافي الكشفي).
التصوير الشعاعي للثدي ليس مفيدًا جدًا في العثور على أورام الثدي في أنسجة الثدي الكثيفة المميزة للنساء تحت سن 40 عامًا. في النساء فوق سن الخمسين اللاتي لا يملكن أثداء كثيفة، عادة ما تكون سرطانات الثدي التي يُكشف عنها عن طريق الماموغرافي الكشفي أصغر وأقل عدوانية من تلك التي اكتشفها المرضى أو الأطباء بمثابة كتلة في الثدي. وذلك لأن سرطانات الثدي الأكثر عدوانية توجد في أنسجة الثدي الكثيفة، والتي لا يعمل بها الماموغرافي بشكل جيد.
كان الافتراض أنه من خلال الكشف عن السرطان في مرحلة مبكرة، فإن النساء أكثر عرضة للشفاء من خلال العلاج. ومع ذلك، تغيّر هذا التأكيد من خلال المراجعات الأخيرة التي وجدت أن أهمية هذه الفوائد الصافية غير متوفرة لدى النساء المعرضات لمعدل خطر وفاة متوسط بسرطان الثدي.

### الآلية
يُنصح عادةً بالماموغرافي الكشفي للنساء الأكثر احتمالية للإصابة بسرطان الثدي. بشكل عام، هذا يعني أن النساء اللاتي لديهنّ عوامل خطر مثل وجود سوابق شخصية أو عائلية من الإصابة بسرطان الثدي أو كونهن من كبار السن، ولكن ليس للنساء المسنات الضعيفات واللاتي غير المحتمل أن يستفدن من العلاج.
يُكشف بالأشعة السينية عن الثديين عبر جهاز متخصص بالأشعة السينية للنساء اللاتي يوافقن على الفحص. يعرض هذا الفحص ثدي المرأة لكمية صغيرة من الإشعاع المؤين، والتي يمكن أن تسبب احتمالية الإصابة بالسرطان ولو كانت بكمية ضئيلة للغاية، ولكنها ليست معدومة.
تُرسل صورة الأشعة السينية، التي تسمى الصورة الشعاعية، إلى طبيب متخصص في تفسير هذه الصور، يسمى أخصائي الأشعة. يمكن أن تكون هذه الصورة على فيلم فوتوغرافي عادي أو الماموغرافي الرقمي على شاشة الكمبيوتر؛ على الرغم من التكلفة المرتفعة للأنظمة الرقمية، تعتبر الطريقتان بشكل عام بنفس الفعالية. يمكن أن تستخدم المعدات نظام التشخيص بمساعدة الكمبيوتر (سي إيه دي).
هناك اختلاف كبير في تفسير الصور. يمكن أن يقول أحد أخصائي الأشعة إن الصورة طبيعية وأخصائي آخر يذكر أنّها مشبوهة. يمكن أن يكون من المفيد مقارنة الصور بأية صورة مُلتقطة مسبقًا، إذ يمكن أن تكون التغييرات بمرور الوقت ذات أهمية.
إذا حُددت علامات مشبوهة في الصورة، فعادة تُستدعى المرأة لماموغرافي ثانٍ، أحيانًا بعد الانتظار ستة أشهر لمعرفة ما إذا كانت البقعة تنمو، أو لإجراء خزعة للثدي. معظم هذه النتائج ستكون إيجابية كاذبة، ما يؤدي في بعض الأحيان إلى القلق المنهك على لا شيء. ستخضع معظم النساء اللاتي استُدعين لتصوير إضافي فقط، دون أي تدخل إضافي. معدل إعادة الاتصال بالمريضات أعلى في الولايات المتحدة منه في المملكة المتحدة.

### الفعالية
بشكل عام، يزيد الكشف من خلال الماموغرافي لدى المسنات من العلاج الطبي وينقذ حياة عددٍ صغيرٍ من النساء. عادة، ليس له تأثير على نتيجة أي سرطان ثدي يكتشفه. الكشف الذي يستهدف النساء المعرضات لخطر أعلى من المتوسط ينتج فائدة أكبر من الكشف لدى النساء المعرّضات لخطر متوسط أو منخفض لإصابة بسرطان الثدي.
قدّرت مراجعة كوكرين لعام 2013 أن الماموغرافي لدى النساء بين 50 و75 عامًا يؤدي إلى انخفاض نسبي في خطر الوفاة بسرطان الثدي بنسبة 15% وانخفاض مطلق للمخاطر بنسبة 0.05%. ومع ذلك، عندما شمل التحليل التجارب الأقل انحيازًا فقط، كانت النساء اللواتي خضعن لكشف ماموغرافي منتظم من المرجح أن يتوفين بأي سبب ما، ومن المرجح أن يتوفين على وجه التحديد بسبب سرطان الثدي، مثل النساء اللاتي لم يخضعن لكشف الماموغرافي. يمكن أن يكون حجم التأثير أقل في الحياة الواقعية مقارنة بالنتائج في التجارب المنضبطة المعشاة بسبب عوامل مثل زيادة معدل الانتقاء الذاتي بين النساء المعنيات وزيادة فعالية العلاجات المساعدة. ذكرت مراجعات مجموعة نورديك كوكرين (2012) أن التقدم في التشخيص والعلاج يمكن أن يجعل كشف الماموغرافي أقل فعالية في إنقاذ الأرواح اليوم. وخلصوا إلى أن الفحص «لم يعد فعالاً» في منع الوفيات «وبالتالي لم يعد من المنطقي الحضور» لفحص سرطان الثدي في أي عمر، وحذروا من المعلومات المضللة على الإنترنت. وخلصت المراجعة أيضًا إلى أن «نصف أو أكثر» من السرطانات المكتشفة باستخدام الماموغرافي كانت ستختفي تلقائيًا دون علاج. ووجدوا أن معظم التغيرات المبكرة للخلايا التي عُثر عليها عن طريق كشف الماموغرافي (سرطان في الموقع) يجب أن تترك وحدها لأن هذه التغييرات لم تكن لتتطور إلى سرطان غازٍ.
استُخفّ بالضرر العرضي من كشف الماموغرافي. تنتهي النساء الخاضعات للماموغرافي بزيادة العمليات الجراحية والعلاج الكيميائي والعلاج الإشعاعي وغيرها من الإجراءات المحتملة الناتجة عن الإفراط في الكشف عن الكتل غير الضارة. تعاني العديد من النساء من ضائقة نفسية مهمة لعدة شهور بسبب النتائج الإيجابية الكاذبة. نصف النتائج المشبوهة لن تصبح خطيرة أو ستختفي بمرور الوقت. وبالتالي، فإن قيمة الماموغرافي الروتيني لدى النساء المعرضات لخطر منخفض أو متوسط أمر مثير للجدل. مع العلاج غير الضروري لعشر نساء وإطالة أمد حياة امرأة واحدة منهن، خلص المؤلفون إلى أن الماموغرافي الروتيني يمكن أن يضر أكثر ما ينفع. إذا فُحصت 1000 امرأة في الخمسينيات من العمر كل عام لمدة عشر سنوات، فإن النتائج التالية تعتبر نموذجية في الدول المتقدمة:
- ستُمدد حياة امرأة واحدة بسبب الكشف المبكر عن سرطان الثدي.
- من 2 إلى 10 نساء ستُشخصن بشكل مفرط وتُعالجن بدون داعٍ من السرطان الذي كان سيتوقف عن النمو بمفرده أو لم يتسبب في أي ضرر خلال حياة المرأة.
- ستُعالج 5 إلى 15 امرأة من سرطان الثدي، مع نفس النتيجة كما لو كُشف عن السرطان بعد ظهور الأعراض.
- ستُبلّغ 500 امرأة بشكل خاطئ باحتمالية إصابتهن بسرطان الثدي (إيجابيات كاذبة).[13]
- ستخضع 125 إلى 250 امرأة لخزعة ثدي.

تكون النتائج أسوأ بالنسبة للنساء في العشرينيات والثلاثينيات والأربعينيات من العمر، إذ تقل احتمالية إصابتهن بسرطان الثدي المهدد للحياة، والأرجح أن يكون لديهنّ أثداء كثيفة تجعل تفسير الماموغرافي أكثر صعوبة. بين النساء في الستينيات من العمر، اللواتي لديهن معدل أعلى إلى حد ما من سرطان الثدي، فإن نسبة النتائج الإيجابية إلى الأضرار هي أفضل:
- بالنسبة للنساء في الأربعينيات من العمر: تحتاج نحو 2,000 امرأة إلى الفحص كل عام لمدة 10 سنوات لمنع وفاة واحدة من سرطان الثدي.[14] ستتعرض 1,000 امرأة منهنّ لإيجابيات كاذبة، وستخضع 250 امرأة سليمة لأخذ خزعات غير ضرورية.
- بالنسبة للنساء في الخمسينات من العمر: تحتاج نحو 1,350 امرأة إلى الفحص كل عام لمدة 10 سنوات لمنع وفاة واحدة من سرطان الثدي. ستواجه نصفهنّ إيجابيات خاطئة، وستخضع ربعهن لخزعات غير ضرورية.
- بالنسبة للنساء في الستينيات من العمر: تحتاج نحو 375 امرأة إلى الفحص كل عام لمدة 10 سنوات لمنع وفاة واحدة من سرطان الثدي. ستواجه نصف النساء إيجابيات خاطئة، وستخضع ربعهن لخزعات غير ضرورية.

لا يعتبر التصوير الشعاعي للثدي بشكل عام تقنية كشف فعالة للنساء ذوات خطر الإصابة المتوسط أو المنخفض للإصابة بالسرطان اللاتي تقل أعمارهن عن 50 عامًا. بالنسبة للنساء المعرضات للخطر من سن 40 إلى 49 عامًا، تفوق مخاطر الماموغرافي فوائده، وتقول فرقة عمل الخدمات الوقائية الأمريكية أن الأدلة المؤيدة للكشف الروتيني للنساء تحت سن الخمسين «ضعيفة». ينبع جزء من صعوبة تفسير الماموغرافي عند النساء الأصغر سنًا من كثافة الثدي. من خلال التصوير الشعاعي، يحتوي الثدي الكثيف على نسبة كبيرة من النسيج الغدي، ويساهم السن الأصغر أو العلاج باستخدام الهرمونات البديلة في زيادة كثافة الثدي الشعاعية. بعد انقطاع الطمث، تُستبدل أنسجة غدة الثدي تدريجياً بأنسجة دهنية، ما يجعل التفسير الشعاعي للثدي أكثر دقة.

## اختبار بي آر سي إيه (BRCA)
لا يكشف الاختبار الجيني عن السرطانات، ولكن يمكنه أن يكشف عن الميل للإصابة بالسرطان. عادة ما تقوم النساء المعروفات بأنهن أكثر عرضة للإصابة بسرطان الثدي ببرامج فحص أكثر عدوانية.
توصي إرشادات الممارسة السريرية من قبل فريق عمل الخدمات الوقائية الأمريكية بعدم الإحالة الروتينية للاستشارة الوراثية أو الاختبار الروتيني لطفرات بي آر سي إيه، بناءً على أدلة واسعة أن الأضرار تفوق الفوائد. يوجد أيضًا دليل واسع حول الفائدة من تشجيع الإحالة للحصول على المشورة والاختبار في النساء اللاتي لديهن سوابق عائلية تشير إلى زيادة خطر وجود طفرة بي آر سي إيه. نحو 2% من النساء الأمريكيات لديهن سوابق عائلية تشير إلى زيادة خطر الإصابة بطفرة بي آر سي إيه ذات الأهمية الطبية.